# Wentworth's Location
Wentworth's Location es un municipio ubicado en el condado de Coös en el estado estadounidense de Nuevo Hampshire. En el año 2010 tenía una población de 33 habitantes y una densidad poblacional de 0,66 personas por km².

## Geografía
Wentworth's Location se encuentra ubicado en las coordenadas 44°50′43″N 71°5′45″O / 44.84528, -71.09583. Según la Oficina del Censo de los Estados Unidos, el municipio tiene una superficie total de 50.33 km², de la cual 47,96 km² corresponden a tierra firme y (4,71 %) 2,37 km² es agua.

## Demografía
Según el censo de 2010, había 33 personas residiendo en Wentworth's Location. La densidad de población era de 0,66 hab./km². De los 33 habitantes, Wentworth's Location estaba compuesto por el 87,88 % blancos, el 3,03 % eran amerindios y el 9,09 % eran de una mezcla de razas. Del total de la población el 0 % eran hispanos o latinos de cualquier raza.